# Кольбус, Михаил Иванович
Михаи́л Ива́нович Ко́льбус (1882, Владикавказ — 17 декабря 1937, Орджоникидзе) — революционер, советский общественный и партийный деятель, председатель Владокрисполкома.

## Биография
Родился в 1882 году в рабочей семье. В 1904 году вступил в РСДРП(б). С 1916 года участвовал в Первой мировой войне. В 1917 году избран членом Нальчикского совета народных депутатов. В 1918 году участвовал в августовских событиях во Владикавказе в составе руководимой им милицейской сотни. В 1921 году назначен заведующим отделом в краевом исполкоме. С августа по ноябрь 1924 года был членом революционного комитета. С ноября 1924 по 1927 год был председателем Владикавказского окружного Совета рабочих, крестьянских и красноармейских депутатов (Владокрисполкома).
В 1929—1934 годах был директором Грозненского Заводстроя. В 1934—1935 годах — председатель Грозненского горсовета. Снят с работы за незаконный выпуск займов и бон.
Расстрелян 17 декабря 1937 года в Орджоникидзе. Посмертно реабилитирован.

## Память
- Именем Михаила Кольбуса названы улицы во Владикавказе и Грозном.